# Pansharpening
Pansharpening is een methode om een kleurenbeeld met lage resolutie om te zetten naar een kleurenbeeld met hoge resolutie. Hiervoor combineert men het lageresolutiekleurenbeeld (multispectraal) met een (panchromatisch) zwart-witbeeld met hoge resolutie.
Deze techniek wordt vaak toegepast bij het ontwerpen van kaarten, en bij het maken van scherpe satellietbeelden.